# Starý Kyjev
Starý Kyjev, nebo také Horní město (ukrajinsky Стари́й Ки́їв, ukrajinsky Ве́рхнє мі́сто) je území a historické jádro ukrajinské metropole, která se nachází na pravém břehu Dněpru v Ševčenkivském rajónu. Území sahá od chrámu sv. Michala přes náměstí Nezávislosti, kolem Zlaté brány až k Lvovskému náměstí. Starý Kyjev tvoří tři stará města a to město Kyje, město Volodymyra a město Jaroslava.

## Historie
Území Starého Kyjeva se nachází v Kyjevských horách a byl zde postaven první kamenný kostel, škola a ženská škola v Kyjevské rusi. Ale o největší rozšíření území se zasloužil Jaroslav Moudrý, po kterém je pojmenovaná část starého města a to město Jaroslava. Ten vystavěl různé chrámy a kostely a čtyři brány, které umožňovaly vstup do starého města a to Ljadská, Sofijská, Zlatá a Židovská brána.
Po vpádu Mongolů do Kyjeva, bylo horní město zničené a centrum města bylo přesunuto do dolního města. V 19. století bylo horní město rekonstruováno a centrum města bylo vráceno zpátky sem. V roce 1894 zde vyjela první tramvaj, která spojovala dnešní náměstí Nezávislosti s Lvovským náměstím. V roce 1905 zde byla otevřena lanovka, která propojila horní a dolní město.

## Památky
- Chrám svatého Michala
- Chrám svatého Ondřeje
- Katedrála svaté Sofie
- Kopec svatého Vladimíra
- Zlatá brána